# Porta Salaria

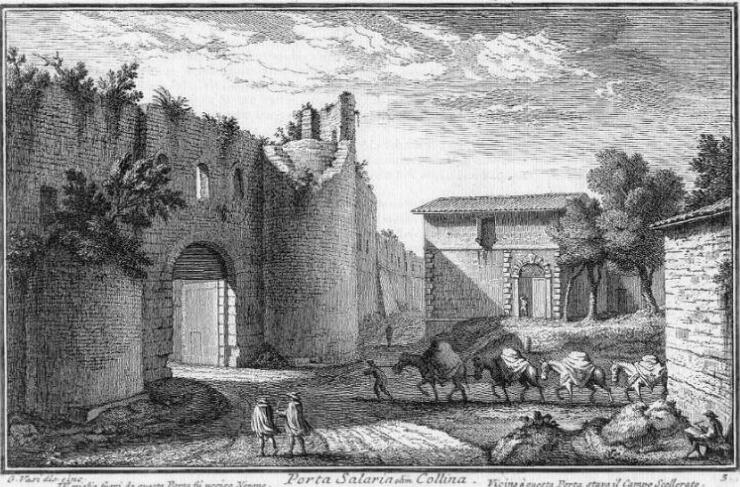
Porta Salaria en un aguafuerte de Giuseppe Vasi.

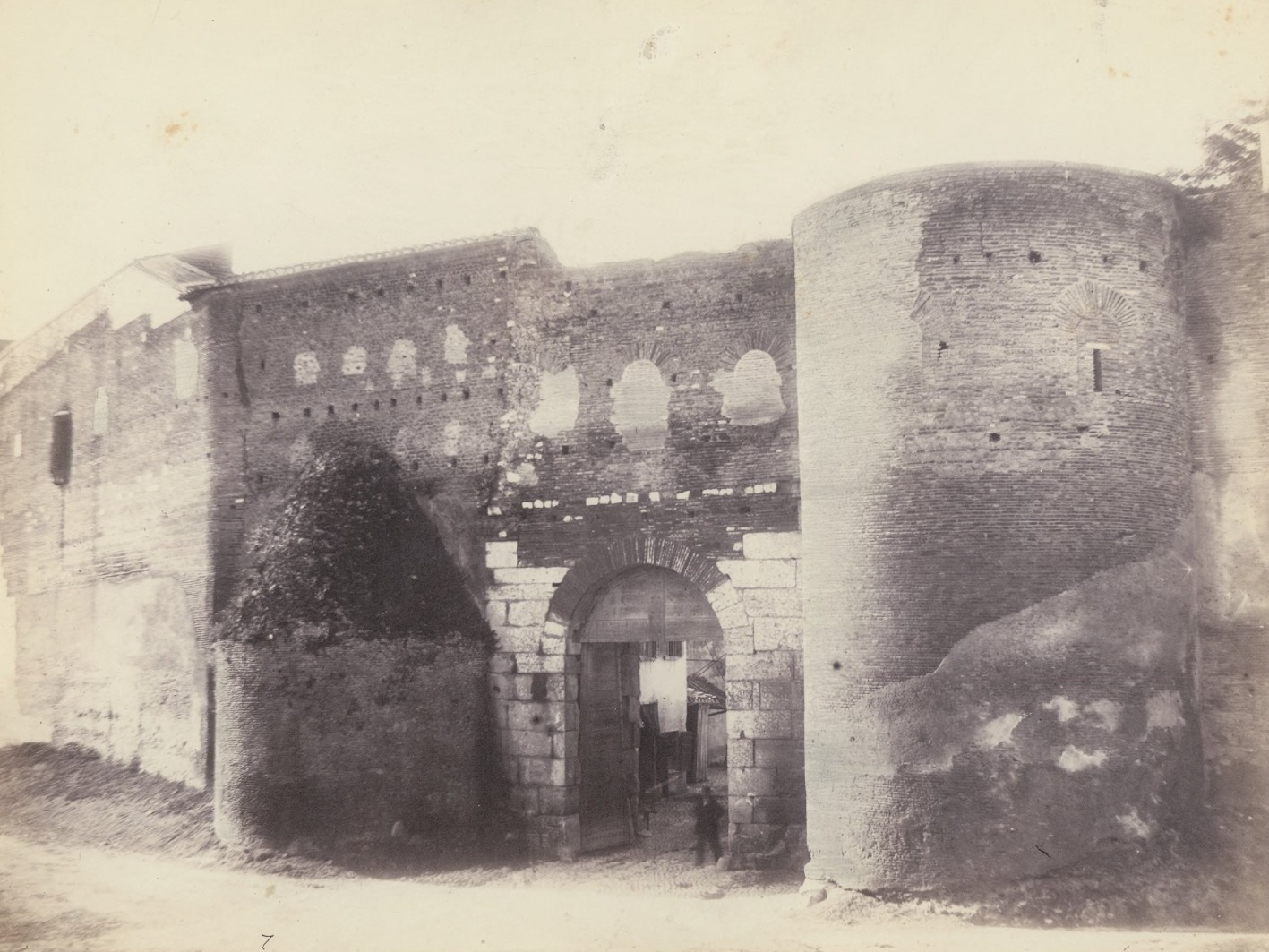
Porta Salaria justo antes de su demolición en 1871.

Porta Salaria era una puerta de la Muralla Aureliana en Roma, demolida en 1921.

## Historia
Porta Salaria fue parte de la Muralla Aureliana construida por el emperador Aureliano en el siglo III, y que incluía una edificación anterior para así apresurar las obras. Por ella pasaba la Via Salaria nova, que se unía a la Via Salaria vetus ('antigua Vía Salaria') fuera de la ciudad. La puerta tenía un único pasaje y estaba flanqueada por dos torres semicirculares. Los Horti Sallustiani estaban situados en la ciudad justo detrás de la puerta.
Durante la restauración emprendida por el emperador Flavio Honorio a principios del siglo V, el arco fue fortalecido a opus mixtum y, sobre él, se abrieron tres enormes ventanas.
Esta fue la puerta por donde entró a Roma el rey godo Alarico I para realizar el famoso saqueo de Roma. En 537, el terreno entre Porta Salaria y Castro Pretorio fue el escenario del asalto efectuado por el rey godo Vitiges contra las tropas de Belisario.
En la Edad Media, a diferencia de otras puertas de la ciudad, Porta Salaria no recibió un nombre cristiano.
El 20 de septiembre de 1870, el trecho de la Muralla Aureliana entre Porta Salaria y Porta Pia fue testigo del fin de los Estados Pontificios con la toma de Roma. La puerta fue dañada por los disparos de la artillería italiana y, al año siguiente, fue demolida. En 1873 fue reconstruida siguiendo los planos del arquitecto Virginio Vespignani, sin embargo, en 1921 se decidió demolerla nuevamente para abrir el área al tráfico. En el terreno que ocupaba, ahora se encuentra la Piazza Fiume.

## Restos
Durante la demolición de 1921 se descubrieron varios monumentos funerarios pertenecientes a los sepulcros que flanqueaban la antigua Vía Salaria y que habían sido reutilizados para levantar las torres. Una copia del sepulcro de Quinto Sulpicio Máximo, un niño de 11 años, se encuentra ahora visible en la Piazza Fiume (el original se encuentra en los Museos Capitolinos).
A la derecha del muro cerca de la plaza, están los restos de las tumbas del siglo I a. C.